# مارکیانوپولیس

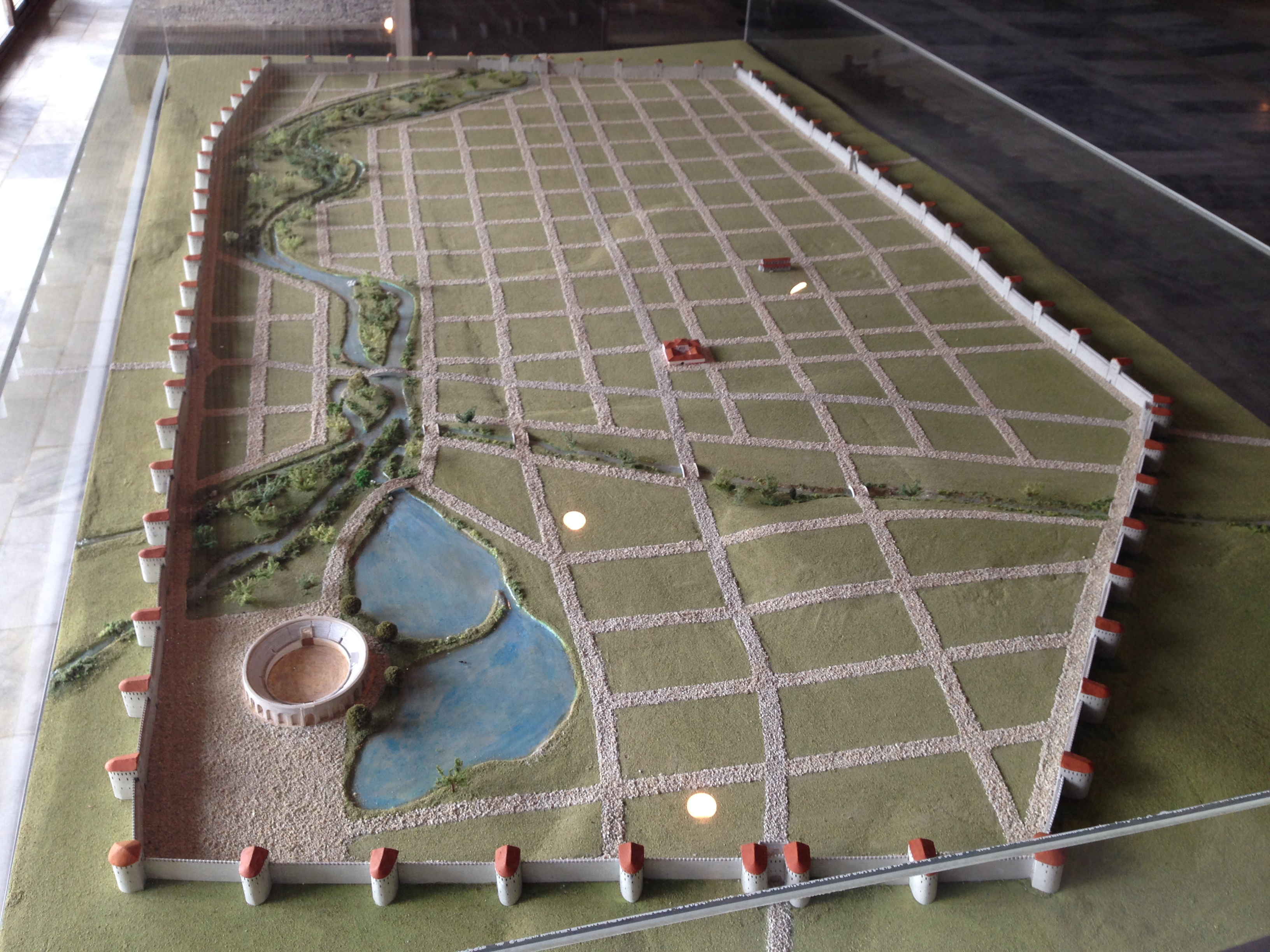
مدل شهر مارکیانوپولیس (موزه دِونیا) و نشان دادن موقعیت خانه آنیتوپ در مرکز

مارکیانوپولیس (یونانی: Μαρκιανούπολις) یا پارتنوپولیس یک شهر باستانی یونانی بود که سپس به پایتختی امپراتوری روم و قلمرو اسقف اعظم در موئسیا در می‌آید. این مکان در موقعیت کنونی خود در دِونیای بلغارستان قرار گرفته‌است. این شهر تا اندازه ای کاوییده و حفاری شده‌است و بخاطر مجموعه موزه‌ای از کف‌های موزاییک باستانی در ویلاهای موجود در شهر مشهور است.

## تاریخ

یورش گوتیک ۲۵۰–۲۵۱

امپراتور روم، تراژان، شهر باستانی پارتِنوپولیس را پس از جنگ دوم داکیان که در سال ۱۰۶ میلادی به پایان رسید تغییر نام داده و نام خواهر خود آلپیا مارکیانا را بر روی آن گذاشت. این شهر تا ۱۹۳-۱۸۷ بخشی از تراکیه روم به‌شمار می‌آمد و از آن استان موئسیای روم بود. این شهر در همان دوران یک مرکز مهم استراتژیک شمرده می‌شد.
رفاه و کامیبای شهر مارکیانوپلیس زیر نظر خاندان سورانی با تهاجم گوت‌ها در سال ۲۴۸-۲۴۹ و تهاجمات پس آیند مردم بربر از سوی شمال به پایان رسید. رومی‌ها برای بار دیگر در زمان امپراتوری گالینوس، یک تهاجم گوتیکی را در همین شهر در سال ۲۶۷ (یا ۲۶۸) دفع کردند.
در زمان امپراتوری دیوکلسین، مارسیانوپولیس به مرکزیت اسقف نشینی استان موئیسیای دوم درآمده و در سده‌های سوم و چهارم به‌طور کامل بازسازی شد. این شهر رفته رفته اهمیت بسیاری به دست آورده و از نظر اهمیتی با اودِسوس (وارنا) در یک رده قرار گرفت. این شهر یک مرکز اسقفی مهمی به‌شمار می‌آمد و پس از کند و کاوهایی که در سده بیستم صورت گرفت به عنوان باسیلیکا (کلیساهایی سلطنتی که سالن دراز دارند) شناخته شد. بنا بر شواهد و مدارک آن زمان، هنگامیکه کشمکش‌های امپراتور والنس با گوت‌ها در سال‌های ۳۶۹-۳۶۶ درگرفت، این شهر پایتخت موقت و همچنان بزرگترین شهر تراکیه بود.
در سال ۴۴۷، این شهر بلافاصله پس از نبرد رود اولتوس میان امپراتوری روم شرقی و هون ها، این شهر به دست همین قبیله که تحت فرماندهی آتیلا بودند تخریب شد.
امپراتور ژوستینین یکم این شهر را بازسازی و مستحکم ساخت. در سال ۵۸۷، چندی از غارت آوارها نگذشته بود که بیزانس دوباره این شهر را پس می‌گیرد. ارتش بیزانس در سال ۵۹۶ پیش از اینکه از رود دانوب گذر کرده و به آوارها حمله کنند در این‌جا مستقر شده بود. با وجود حملات پیاپی مردم بربر و وحشی، مارکیانوپولیس موفق شده بود تا همچنان به عنوان یک مرکز مهم باقی بامند، تا اینکه یک تهاجم دیگر از سوی آوارها در سال ۶۱۶-۶۱۴ آنرا به‌طور کامل ویران ساخت و کار این شهر را یکسره ساخت. البته در نقشه‌های دوران پسین می‌توان نام این شهر را بر روی نقشه‌ها دید.
هنگامی که اسلاوها در سده هفتم میلادی در شبه جزیره بالکان مستقر شدند، ویرانه‌های شهر باستانی را دِوینا نامیدند.

## چشم‌اندازها

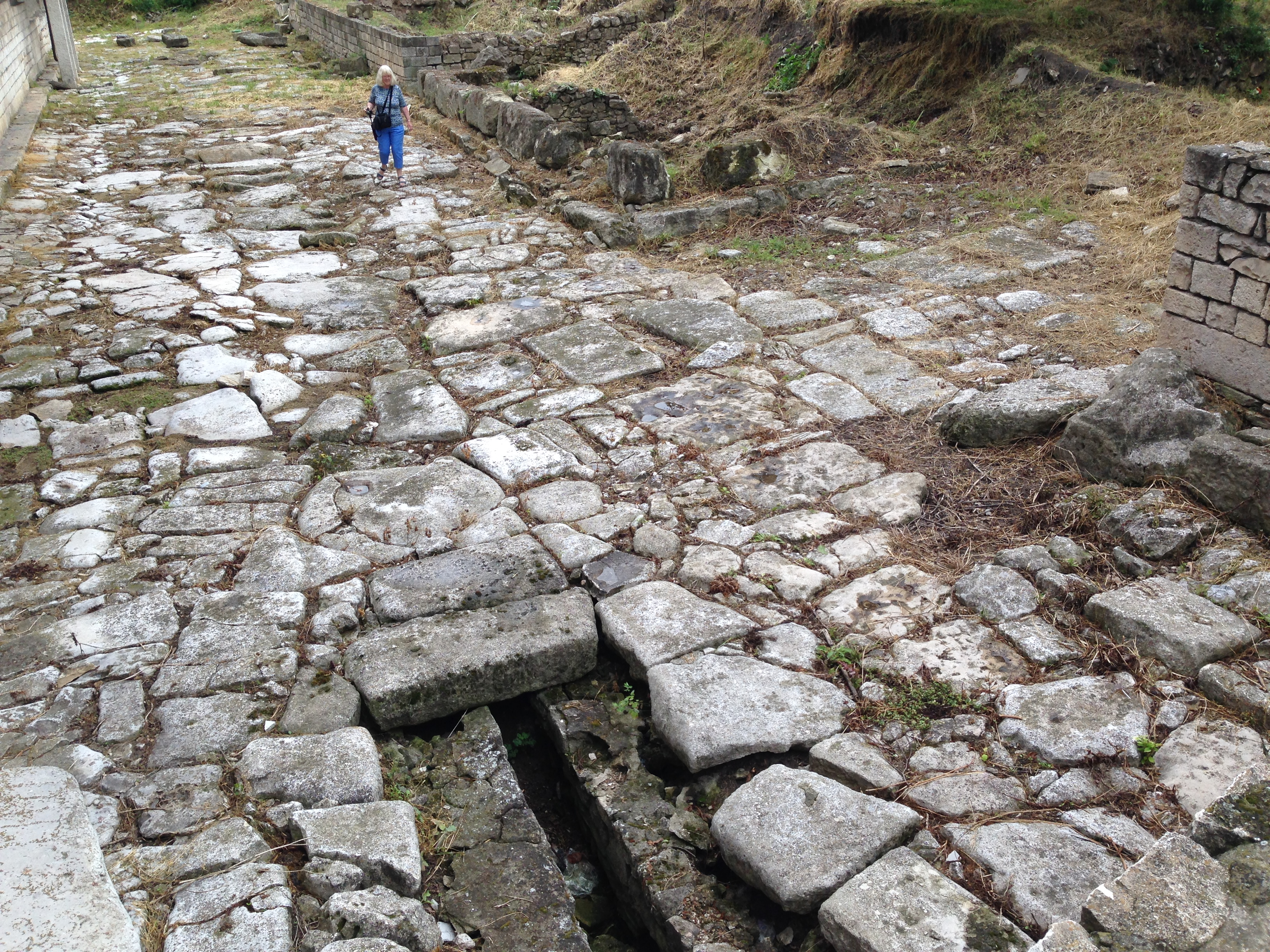
خیابان اصلی شهر

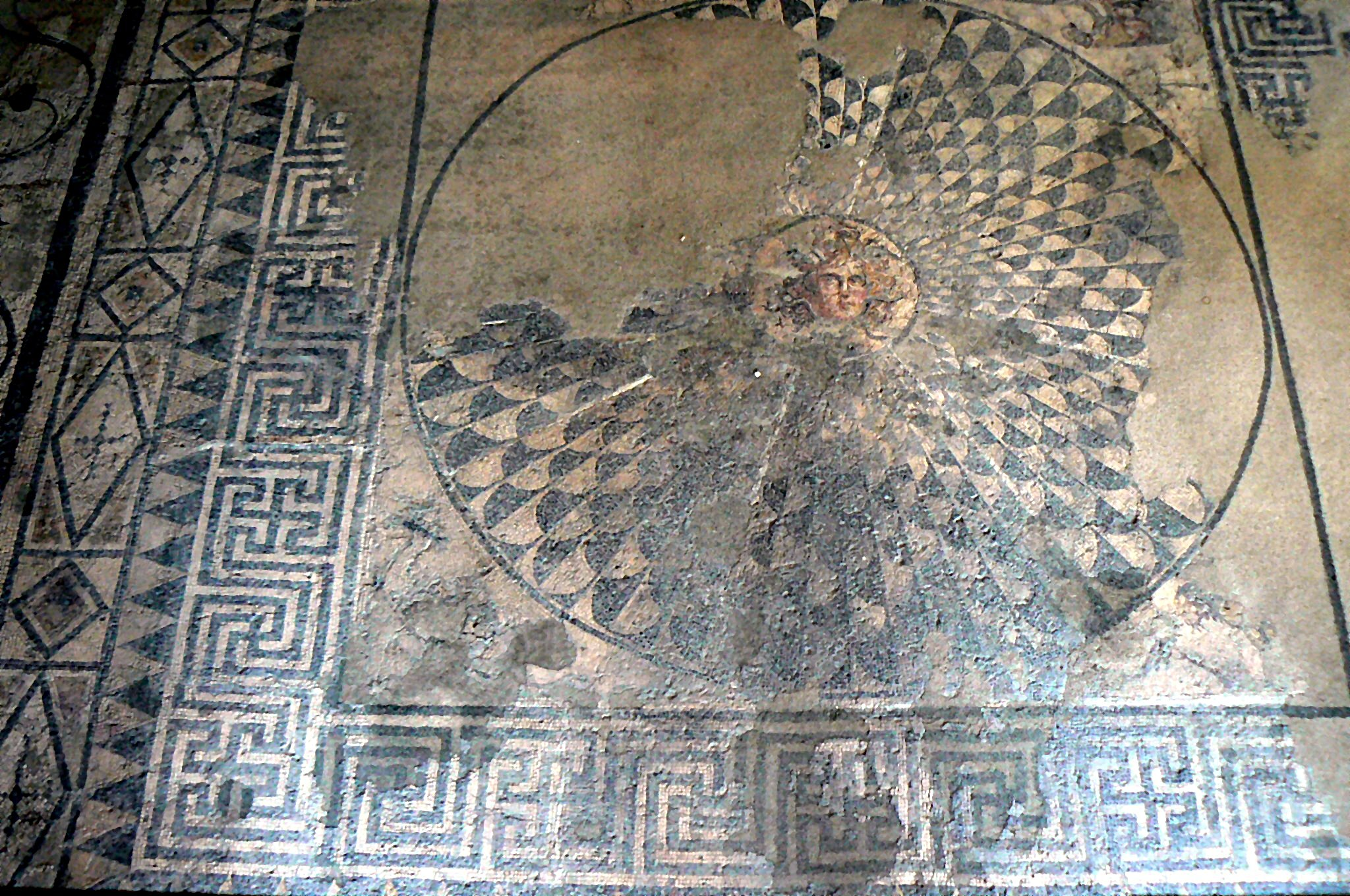
موزاییکی با تصویری از گورگون مدوسا در موزه موزاییک دونیا

بقایای این شهر رومی شامل آمفی تئاتر، چندین خیابان و موزاییک‌های نفیس بسیاری از خانهٔ آنتیوپ، ویلایی به جا مانده از اواخر سده سوم و اوایل سده چهارم پس از میلاد می‌باشد که در موزه موزاییک‌ها و برخی در سیتو به نمایش گذاشته شده‌اند.